# Sainsbury's
Sainsbury's Supermarkets Ltd., ofte blot kendt som Sainsbury's, er den tredjestørste kæde af supermarkeder i Storbritannien. Kæden ejes af J Sainsbury plc, der er noteret på London Stock Exchange. Sainsbury's havde i 2017 en omsætning på 29.112 mia. GBP, og beskæftigede 51.900 fuldtidsansatte og 130.000 deltidsansatte, svarende i alt til 118.700 fuldtidsstillinger. I alt omfatter kæden 504 supermarkeder og 319 convenience stores.
Sainsbury's blev grundlagt af John James Sainsbury, der åbnede den første butik i Holborn, London i 1869. Dermed er kæden verdens ældste supermarkedskæde, indtil 2024 efterfulgt af den nu lukkede danske Irma fra 1886.[kilde mangler] Allerede i 1922 blev den den største kæde i Storbritannien, og den var også markedsledende i 1980'erne. Tesco overtog den position i 1995 og ASDA blev næststørst i 2003, hvilket betød at Sainsbury's rykkede ned på tredjepladsen.
Grundlæggernes efterkommere ejer i dag 15% af selskabet, men ejede frem til 2005 hele 35%. En anden større aktionær er den Qatar-baserede investeringsfond Delta Two, der ejer 25%.
I 1950 åbnede kæden sin første selvbetjeningsbutik i Croydon; kæden var i løbet af 1950'erne og 1960'erne pionerer på dette område. Sainsbury's var også blandt de første i Storbritannien, der lancerede egne varer. I dag fylder Sainsbury's egne varer meget i kædens sortiment.